# Northrop Grumman RQ-5
Die Northrop Grumman RQ-5 Hunter (ursprünglich BQM-155) ist eine Drohne. Sie wird von der israelischen Firma IAI Malat Division in Kooperation mit der amerikanischen Firma Northrop Grumman gebaut.
Das Fluggerät startet und landet auf Startbahnen mit Hilfe eines Fahrwerkes. Die Drohne wird außer von den Vereinigten Staaten auch von Israel, Belgien, Frankreich (nur Demoversion) und der Armee der Elfenbeinküste genutzt. Insgesamt wurden 75 Stück der Drohne gebaut.

## Geschichte
Die erste Drohne der Serienproduktion flog im Februar 1994. Nachdem jedoch im August und September 1995 drei Hunter abgestürzt waren, wurde das Programm offiziell im Januar 1996 unterbrochen, obwohl bereits 56 Drohnen ausgeliefert waren. Die Luftfahrzeuge wurden weitestgehend eingelagert und nur einige wenige wurden für Testzwecke weiter verwendet. 1999 wurden einige Drohnen eingesetzt, um die NATO bei den Operationen im Kosovo zu unterstützen.
Neben der ursprünglichen Version, der RQ-5A Hunter, gibt es auch eine Version MQ-5B Hunter, die über eine verbesserte Avionik, Tragflächen mit einer auf 10,4 m vergrößerten Spannweite, zusätzliche Treibstofftanks, stärkere Dieseltriebwerke und die Möglichkeit, unter jeder Tragfläche eine GBU-44 Viper Strike mitzuführen, verfügt.
Eine Version mit noch einmal vergrößerter Spannweite, Extended Hunter, wurde entwickelt, wird bislang allerdings nicht eingesetzt.
Anfang März 2014 wurde nach Angaben des russischen Konzerns Rostech eine Drohne des Typs RQ-5B über der Krim abgefangen; sie soll ihrer Kennzeichnung nach zur 66th Military Intelligence Brigade der US-Army gehören.

## Technische Daten
| Kenngröße             | Daten                                                    |
| --------------------- | -------------------------------------------------------- |
| Besatzung             | 0                                                        |
| Länge                 | 7 m                                                      |
| Spannweite            | RQ-5A: 8,9 m MQ-5B: 10,4 m                               |
| maximale Nutzlast     | 114 kg                                                   |
| Startmasse            | 727 kg                                                   |
| Antrieb               | 2 × Zweizylinder-Viertaktmotor Moto Guzzi                |
| Leistung              | 2 × 68 PS (50 kW)                                        |
| Höchstgeschwindigkeit | 200 km/h                                                 |
| Reisegeschwindigkeit  | 105 km/h                                                 |
| Gipfelhöhe            | RQ-5A: 4600 m MQ-5B: 6100 m                              |
| Reichweite            | 125 km                                                   |
| Flugdauer             | RQ-5A: 11,6 h (bei Einsatzradius von 260 km) MQ-5B: 15 h |
| Bewaffnung            | RQ-5A: – MQ-5B: 2 GBU-44 Viper Strike                    |